# André Pascal Alexandre De Vos
André Pascal Alexandre De Vos (ou Devos) (né le 23 avril 1834 à Champion et mort le 9 février 1897 à Émines,) est un botaniste belge.

## Publications
Liste non exhaustive
- 1875 : Résumé du Cours de Botanique donné par Mr. le Professeur A. De Vos, aux membres de la Societe d'Horticulture & de Botanique de Huy, 46 p.
- 1885 : Flore complète de la Belgique. Espèces indigènes et plantes cultivées sans abri, Mons, Hector Manceaux, 739 p.
- 1887 : Index bibliographique de l'Hortus Belgicus : Catalogue méthodique des plantes ornementales qui ont été décrites, figurées ou introduites en Belgique de 1830 à 1880 (avec Édouard Morren), Bruxelles, Fédération des Sociétés d'Horticulture de Belgique, 617 p.
- 1887 : Éphémérides pour l'année 1888 à l'usage du naturaliste et du cultivateur, Bruxelles, Manceaux, 157 p.
- 1888 : Promenades au Jardin, Mons, Hector Manceaux, Bibliothèque de la Jeunesse belge, 140 p.
- 1888 : Coup d'œil sur l'histoire de la flore belge, 56 p.
- 1890 : Cours élémentaire de botanique à l'usage des pensionnats et des écoles normales de demoiselles, Namur, Librairie Classique de Ad. Wesmael-Charlier, 152 p.
- s.d. : Flore des jardins à l'usage des pensionnats de demoiselles et des dames du monde, 	Namur, Ad. Wesmael-Charlier, 259 p.
- s.d. : La Rose : Boutade Poétique et Botanique (sous le pseudonyme de Hyacinthe Jasmin)